# El Morro de Porc
El Morro de Porc és una muntanya de 556 metres que es troba al municipi de Caldes de Montbui, a la comarca del Vallès Oriental.